# Les Contes du chaos
Les Contes du chaos est le second album du collectif français Zone libre avec Casey & B. James. Il est sorti le 31 janvier 2011 et est suivi d'une tournée à travers toute la France à partir de mars 2011.

## Liste des titres
| No  | Titre                  | Paroles         | Durée |
| --- | ---------------------- | --------------- | ----- |
| 1.  | Vengeance              | Casey, B. James | 5:20  |
| 2.  | Quartiers destructeurs | B.James         | 4:03  |
| 3.  | Les Contes du chaos    | Casey           | 5:48  |
| 4.  | Si tu m'demandes       | B. James        | 3:47  |
| 5.  | À la seconde près      | Casey           | 5:47  |
| 6.  | Toujours les mêmes     | Casey, B. James | 3:05  |
| 7.  | Carnet de ma cage      | Casey           | 10:16 |
| 8.  | Médiocratie            | B. James        | 3:40  |
| 9.  | La Marque de la chaine | Casey, B. James | 3:17  |
| 10. | Haut lieu du scabreux  | B.James         | 5:00  |
| 11. | Ce que je suis         | Casey           | 4:03  |
| 12. | Aiguise moi ça         | Casey, B. James | 5:31  |